# Distretto di Kleck
Il distretto di Kleck (in bielorusso Клецкі раён?) è un distretto (raën) della Bielorussia appartenente alla regione di Minsk.